# Magnicourt-en-Comte
Magnicourt-en-Comte è un comune francese di 634 abitanti situato nel dipartimento del Passo di Calais nella regione dell'Alta Francia.
Nella sua frazione di Rocourt en l'Eau ha la sua sorgente il fiume Lawe.

## Società

### Evoluzione demografica
Abitanti censiti